# Shake
Shake（シェイク）は、Appleの映画やHDTV等の高解像度の映像、VFXに使用されるデジタル合成を目的としたMac OS XとLinux用ソフトウェアである。2009年7月31日時点で販売終了している。

## 概要
CGと実写、ブルーバック素材を合成するのに特に優れたソフトウェア。高解像度の映像も高速で処理できる高性能のソフトであり、モーフィングやタイムリマップなどのプロフェッショナル向け機能も搭載する。業界で最も優れたキーヤーとされるPrimatte KeyerとKeylightの2つは標準でバンドルし、Ultimatte Keyerもプラグインを追加することで対応する。合成する為に必要なカラーコレクションやペイント機能、ブラー、プリマルチプライ、メインとエッジをそれぞれ調整可能なロトスコープ、それを利用したマスクなども搭載している。色深度も8ビット、16ビット、浮動小数点に対応する上、同じプロジェクト内の個別のノードで異なる色深度を扱うことも可能である。

## 歴史
- 1996年 Nothing Real社創設

Allen Edwards と Arnaud Hervasが自分自身で使いたいものを作るという目標のもと創設する。Thomson Digital Image社とSony Pictures Imageworks社の協力を得る。元々ハリウッドの映画製作の現場で生まれたインハウスのソフトウェアであった。実際のユーザの視点に立ち、ポストプロダクションのユーザに素早く反応を返すことを企業理念として持っていた。
- 1997年 Shake 1.0リリース

解像度非依存で、マルチプラットフォーム(IRIXとWindows 95およびNT)、スピードを重視したプロダクトであった。尚、この頃のユーザインターフェースはコマンドラインのみ。
- 1998年 Shake 2.0リリース

GUIが搭載される。
- 1998年 Shake 2.1リリース

マスク機能、オートキーフレーム、Z深度バッファが搭載され、Primatte Keyerがバンドルされる。
- 2000年 Shake 2.2リリース

マルチプロセッササポート、スタビライザ、タイムラインビュー、フィールドレンダリング機能が搭載される。
- 2001年 Shake 2.4リリース

新たにLinuxのサポートが加わり、ベクターベースのペイント機能、ロトスコープ、拡張されたカラーコレクションノード、Keylightプラグイン搭載、Ultimatte Keyerがサポートされ、Mac OS Xへ移植することが発表される。
- 2002年 Nothing Real社、Appleに買収される。
- 2002年 Shake 2.5リリース。

Mac OS Xに対応。Windowsを始めとするMac OS X以外のプラットフォームからMac OS Xに移行する場合、保有するライセンス数を2倍にして無償で提供するキャンペーンを発表。
- 2003年 Shake 3.0リリース。

Windowsプラットフォームのサポートが中止される。前述のキャンペーンは引き続き継続された。外部I/O(SDIなど)を追加することで放送用カラーでのリアルタイムプレビューが可能になる。
- 2004年 Shake 3.5リリース

モーフィング及びワーピング機能が搭載される。分散レンダリングソフトのQmasterがそこそこ使えるものになった。
- 2005年 Shake 4リリース

3Dマルチレイヤー合成機能とオプティカルフロー機能が搭載される。弱いとされていた3D空間の扱いが向上し、高精度のタイムリマップが行えるようになった。価格は33万円。
- 2006年 Shake 4.1リリース

Mac OS X版が、PowerPCおよびIntelアーキテクチャーの双方に対応したUniversal Binary版としてリリースされる。大幅な価格改定も行われ、Shake 4の約5分の1となる62,000円に値下げされた。
- 2008年 Shake 4.1.1アップデートリリース
- 2009年7月31日 販売終了

Appleは企業戦略上、プロフェッショナル向けハイエンドソフト、及びそれらのユーザをMac OS Xプラットフォームに移行させたいと考えており、Aliasが開発するMayaを始めとするSGIのワークステーションで動いていたいくつかのアプリケーションをMac OS Xへ移植させている。
Shakeの場合は買収という方法で達成した。

AppleによるNothing Real買収後、Mac OS X版に移行を促すいくつかの優遇策が行われた。価格については日本円で60万円程度だったものが半額近くに値下げされ、ライセンスについてはレンダリングに使うことができるCUI版を同一ネットワーク内のコンピュータに限り複数インストール可能となった。また、他のプラットフォームから移行する場合は上述2002年にある支援策を行った。

その一方で、Windows版とIRIX版のサポートは停止され、Linux版は積極的な価格改定などは行わず、ライセンス形態もネットワークフローティングライセンス(後述)のみとなっている。

Shake4.1ではそれまでの33万円という価格からさらに大幅な値下げが行われ、62,000円と約5分の1の価格となった。

## 機能
ノードビュー
各ノードがツリー上に接続されることで図像が合成される。オートデスク（旧:Discreet）のInfernoやCombustion等にも似た仕組みがあるが素材以外の中間処理ノード部分を先に計算し、最後に画像に変更を加えるため仕組み上劣化が非常に少ない。ノードの変更はいつでも可能という特徴から試行錯誤はAdobeのPhotoshop等と比較してもより容易かつ直感的である。
解像度非依存のワークスペース
最終出力される解像度に依存せず様々な解像度の素材を各ノード/ツリー/プロジェクトで扱うことが出来る。
豊富なカラースペース
コンピュータでよく使われるrgba (Red Green Blue Alpha) や、cmy、hls、hsv、yiq、yuvなど標準で様々なカラースペースを扱えるとともにそれらの変換が非常に簡単に行える。輝度を算出する為のパラメータもユーザが変更可能。
コマンドライン操作が可能
もともと、CUI版から開発が始まったという経緯もあり、コマンドラインのみでも使用可能である。Shakeのプロジェクトファイル (shk) は単なるテキストファイルであり、これを自分で作成し、CUI版Shakeに読み込ませればGUI版と変わらない品質の出力を得ることができる。また、Shakeがインストールされたリモートのコンピュータにtelnetやsshなどでログインし、レンダリング操作をするなど少々アクロバティックな操作でも可能になる。
コマンドラインで使用可能という特徴は各種スクリプトなどに組み込むことが出来るということでありUNIXの伝統的な各種自動化のテクニックを流用可能にするものである。
Mac OS Xバージョンには同じサブネットマスクに存在するのであれば無制限にコピー可能なレンダリングライセンス（CUI版Shake）が同梱されている。Linuxバージョンはレンダリングライセンスの追加販売も行っている。

## 動作環境
バージョン4.0ではMac OS XとLinuxでの動作がサポートされている。コンピュータ本体のみで動作可能ではあるが、shakeからマスモニなどにプレビューを表示させる為には別途I/Oデバイスが必要。4.1でインテルプロセッサを搭載したMacに対応した。

## ライセンス
通常の小売ソフトと同じようなシングルワークステーションライセンスとフローティング
ネットワークライセンスの2種類がある。
フローティングライセンスはネットワーク内にライセンスサーバを立てShakeがインストールされたクライアントが起動の度に認証を受ける仕組みとなっている。Linux版はフローティングライセンスのみ。

## 事例
- 映画
  - A.I.
  - タイタニック
  - ロード・オブ・ザ・リング
  - マトリックス
  - あずみ2
  - ゴジラ FINAL WARS
  - 男たちの大和/YAMATO
  - スター・ウォーズ エピソード3/シスの復讐
  - Mr.インクレディブル
  - ハリー・ポッターとアズカバンの囚人
  - パイレーツ・オブ・カリビアン/デッドマンズ・チェスト
  - ハルク
  - キング・コング

- テレビ
  - 蛍の墓
  - 戦国自衛隊
  - 西遊記

- ゲーム
  - FINAL FANTASY XII
  - プレイステーション3公式サイト